# Saint-Julien (Hérault)
Saint-Julien-d'Olargues é uma comuna francesa na região administrativa de Occitânia, no departamento de Hérault. Estende-se por uma área de 19,25 km². Em 2010 a comuna tinha 223 habitantes (densidade: 11,6 hab./km²).